# Lecanoideus
Lecanoideus is een geslacht van halfvleugeligen (Hemiptera) uit de familie witte vliegen (Aleyrodidae), onderfamilie Aleurodicinae.
De wetenschappelijke naam van dit geslacht is voor het eerst geldig gepubliceerd door Quaintance & Baker in 1913. De typesoort is Aleurodicus (Lecanoideus) giganteus.

## Soorten
Lecanoideus omvat de volgende soorten:
- Lecanoideus floccissimus Martin, Hérnandez-Suarez & Carnero, 1997
- Lecanoideus mirabilis (Cockerell, 1898)